# ناماکا (قمر)
ناماکا(به انگلیسی: Namaka) قمر کوچک‌تر داخلی سیارهٔ کوتولهٔ هائومیا می‌باشد. نام این قمر از نام ناماکا دختر هائومیا از الاهه‌های افسانه‌های هاوایی گرفته شده‌است.

## کشف
ناماکا در ۳۰ ژوئن ۲۰۰۵ کشف شد و در ۲۹ نوامبر ۲۰۰۵ به تایید رسید. تیم کشف پیش از آنکه نامی بر این ماه گذاشته شود از نام مستعار «بلیتزن» استفاده می‌کردند.

## ویژگی‌های فیزیکی
ناماکا تنها ۱٫۵٪ از روشنایی هائومیا و ۰٫۰۵٪ از جرم آن را دارا می‌باشد. بر اساس میزان سپیدایی آن می‌توان حدس زد که قطرش در حدود ۱۷۰ کیلومتر می‌باشد. مشاهدات فوتومتریک نشان می‌دهد که سطح آن را یخ آب تشکیل داده‌است. 